# Eurema candida
Eurema candida is een vlindersoort uit de familie van de Pieridae (witjes), onderfamilie Coliadinae.
Eurema candida werd in 1780 beschreven door Stoll.